# Rivière de la Grande Coudée
Pour l’article homonyme, voir Coudée.
La rivière de la Grande Coudée est un affluent de la rive ouest de la rivière Chaudière laquelle coule vers le nord pour se déverser sur la rive sud du fleuve Saint-Laurent. Elle coule dans les municipalités de Saint-Hilaire-de-Dorset, Saint-Gédéon-de-Beauce et Saint-Martin, dans la municipalité régionale de comté (MRC) de Beauce-Sartigan, dans la région administrative de Chaudière-Appalaches, au Québec, au Canada.

## Géographie
Les principaux bassins versants voisins de la rivière de la Grande Coudée sont :
- côté nord : rivière Shenley, ruisseau Roy, rivière Pozer, rivière Chaudière ;
- côté est : rivière du Petit Portage, rivière Chaudière ;
- côté sud : rivière du Petit Portage, rivière Ludgine ;
- côté ouest : rivière Ludgine, Rivière aux Bleuets.

La rivière de la Grande Coudée prend sa source dans un marécage chevauchant les cantons de Dorset et de Gayhurst, tout près (côté nord) de la limite entre les MRC Beauce-Sartigan et Le Granit. Sa source est située à 7,3 km au nord-ouest du pont du village de Saint-Ludger, à 7,8 km au nord-est du lac Drolet, situé dans la municipalité du Lac-Drolet.
À partir de sa source, la rivière de la Grande Coudée coule sur 32,4 km répartis selon les segments suivants :
- 2,3 km vers le nord-ouest, jusqu'à la décharge du lac Oliveira ;
- 3,8 km vers le nord-ouest, en recueillant les eaux d'un ruisseau dans le lieu-dit "Les Fourches", jusqu'à la décharge du lac Rond ;
- 6,7 km vers le nord-est, jusqu'à la confluence de la Décharge du Lac des Îles ;
- 9,0 km vers le nord-est, en serpentant jusqu'à la limite intermunicipale entre Saint-Hilaire-de-Dorset et Saint-Gédéon-de-Beauce ;
- 1,5 km vers le nord-est, en serpentant jusqu'à la limite intermunicipale entre Saint-Gédéon-de-Beauce et Saint-Martin ;
- 5,6 km vers le nord-est, en serpentant jusqu'à la confluence d'un ruisseau (venant du nord-ouest) ;
- 3,5 km vers l'est, jusqu'à sa confluence.

La rivière de la Grande Coudée se déverse sur la rive ouest de la rivière Chaudière à Saint-Martin. Sa confluence se situe à 1,4 km en amont du pont du village de Saint-Martin et en aval du village de Saint-Gédéon-de-Beauce.

## Toponymie
Dans l'histoire, ce cours d'eau a été souvent désigné sous l'appellation de "Grande Coulée", surtout depuis 1937. À d'autres époques, cette rivière a été désignée "Grande Coudée" par les habitants de ce secteur ; et cette appellation a été attestée notamment par Vondenvelden et Charland, 1803, et Bouchette, 1832.
Le terme "coulée" désigne populairement un ravin, comportant habituellement un cours d'eau intermittent. Le terme "Coudée" reflète bien les particularités géographiques du cours de cette rivière. Dès 1860, des pionniers s'établissaient à la Grande Coudée, i.e. à l'embouchure de ce cours d'eau. Une mission catholique y sera connue sous le nom de Grandes-Coudées.
Le toponyme Rivière de la Grande Coudée a été officialisé le 19 octobre 1990 à la Commission de toponymie du Québec.